# Tournoi de clôture du championnat du Chili de football 2009
Navigation
Tournoi précédent Saison suivante
Le tournoi de clôture de la saison 2009 du Championnat du Chili de football est le second tournoi de la 77e édition du championnat de première division au Chili. 
La saison sportive est scindée en deux tournois saisonniers, Ouverture et Clôture, qui décernent chacun un titre de champion. Le fonctionnement de chaque tournoi est identique : une première phase voit les équipes regroupées au sein d'une poule unique où elles affrontent les autres équipes une seule fois, les huit premiers se qualifient pour la seconde phase, jouée en matchs à élimination directe. Le vainqueur du tournoi de Clôture se qualifie pour la Copa Libertadores 2010.
La relégation est normalement décidée à l'issue du tournoi de Clôture. Un classement cumulé des deux tournois 2009 est effectué et les deux derniers de ce classement sont relégués et remplacés par la meilleure équipe de Segunda Division, la deuxième division chilienne, tandis que les 15e et 16e doivent disputer un barrage de promotion-relégation face aux 2e et 3e de D2.
C'est le club de Colo Colo qui remporte le tournoi après avoir battu le CD Universidad Católica en finale. C'est le vingt-neuvième titre de champion du Chili de l'histoire du club, le sixième tournoi en quatre saisons.

## Les clubs participants
| - Colo Colo - CD Universidad Católica - CF Universidad de Chile - Municipal Iquique - CSD Rangers - Club de Deportes Cobreloa - Club Deportivo Huachipato - Club Deportivo O'Higgins - Deportivo Ñublense | - CD Everton de Viña del Mar - Club de Deportes Cobresal - Unión Española - Audax Italiano - Deportes La Serena - Club Deportivo Palestino - CD Santiago Morning - CD Universidad de Concepción - CD Provincial Curicó Unido |

## Compétition
Le barème utilisé pour établir le classement est le suivant :
- Victoire : 3 points
- Match nul : 1 point
- Défaite : 0 point

### Première phase

#### Classement
Seuls les huit premiers se qualifient pour la seconde phase.
| Rang | Équipe                       | Pts | J  | G  | N | P  | Bp | Bc | Diff |
| ---- | ---------------------------- | --- | -- | -- | - | -- | -- | -- | ---- |
| 1    | CD Universidad Católica      | 38  | 17 | 11 | 5 | 1  | 43 | 13 | +30  |
| 2    | Deportes La Serena           | 33  | 17 | 11 | 0 | 6  | 31 | 19 | +12  |
| 3    | Audax Italiano               | 32  | 17 | 9  | 5 | 3  | 26 | 22 | +4   |
| 4    | Colo Colo                    | 28  | 17 | 8  | 4 | 5  | 28 | 19 | +9   |
| 5    | CD Universidad de Concepción | 27  | 17 | 8  | 3 | 6  | 23 | 23 | 0    |
| 6    | CD Santiago Morning          | 26  | 17 | 8  | 2 | 7  | 22 | 25 | -3   |
| 7    | Unión Española               | 25  | 17 | 7  | 4 | 6  | 30 | 30 | 0    |
| 8    | CD Everton de Viña del Mar   | 25  | 17 | 7  | 4 | 6  | 19 | 20 | -1   |
| 9    | CSD Rangers -3               | 21  | 17 | 7  | 3 | 7  | 26 | 27 | -1   |
| 10   | CF Universidad de Chile      | 21  | 17 | 5  | 6 | 6  | 23 | 25 | -2   |
| 11   | Club de Deportes Cobresal    | 20  | 17 | 5  | 5 | 7  | 18 | 17 | +1   |
| 12   | Club Deportivo Palestino     | 20  | 17 | 5  | 5 | 7  | 16 | 20 | -4   |
| 13   | Club de Deportes Cobreloa    | 19  | 17 | 6  | 1 | 10 | 21 | 22 | -1   |
| 14   | Deportivo Ñublense           | 19  | 17 | 5  | 4 | 8  | 15 | 21 | -6   |
| 15   | Club Deportivo O'Higgins     | 19  | 17 | 4  | 7 | 6  | 17 | 23 | -6   |
| 16   | Club Deportivo Huachipato    | 17  | 17 | 5  | 2 | 10 | 21 | 29 | -8   |
| 17   | CD Provincial Curicó Unido   | 17  | 17 | 4  | 8 | 5  | 16 | 25 | -9   |
| 18   | Municipal Iquique            | 9   | 17 | 1  | 6 | 10 | 21 | 36 | -15  |

|  | Qualification pour la seconde phase               |
|  | T : Tenant du titre P : Promu de Segunda Division |

- Les clubs de CD Provincial Curicó Unido et de CSD Rangers sont pénalisés de trois points pour avoir aligné un trop grand nombre de joueurs étrangers lors d'une rencontre de championnat.

#### Matchs
| Résultats (▼dom., ►ext.)     | AUD | CLA | CSL | COL | CUR | EVE | HUA | SER | MIQ | ÑUB | O'HI | PAL | RAN | SAM | UNI | UCA | UCH | UCO |
| Audax Italiano               |     |     | 0-0 |     | 1-1 |     |     |     | 2-0 | 2-1 | 1-1  | 2-2 | 1-0 |     |     | 0-4 |     | 2-1 |
| Club de Deportes Cobreloa    | 0-1 |     | 0-1 |     | 0-0 |     | 2-0 |     |     |     | 5-1  |     | 1-0 | 3-0 |     | 0-2 | 0-3 |     |
| Club de Deportes Cobresal    |     |     |     | 0-2 |     | 2-0 |     |     |     | 0-0 |      | 0-1 | 2-0 | 3-1 |     | 1-1 |     | 3-0 |
| Colo Colo                    | 0-1 | 2-1 |     |     | 1-1 |     |     | 2-1 |     | 3-1 |      | 1-2 | 3-0 |     | 1-1 |     | 1-0 |     |
| CD Provincial Curicó Unido   |     |     | 2-1 |     |     | 2-2 | 1-0 |     | 1-1 | 3-0 | 0-1  | 2-1 |     | 1-1 |     |     |     |     |
| CD Everton de Viña del Mar   | 1-2 | 0-3 |     | 3-2 |     |     |     | 0-1 |     | 1-0 | 1-1  |     |     |     |     | 1-1 |     | 0-1 |
| Club Deportivo Huachipato    | 2-2 |     | 2-1 | 0-2 |     | 1-2 |     | 2-0 |     |     |      |     | 0-3 | 0-1 | 1-2 |     | 2-0 |     |
| Deportes La Serena           | 4-2 | 4-2 | 3-2 |     | 2-0 |     |     |     | 2-1 |     |      |     | 2-0 |     |     |     | 3-0 | 0-1 |
| Municipal Iquique            |     | 2-1 | 1-1 | 1-1 |     | 1-2 | 2-2 |     |     | 1-3 |      |     |     |     | 3-4 |     | 0-2 |     |
| Deportivo Ñublense           |     | 1-2 |     |     |     |     | 3-0 | 1-0 |     |     | 1-0  | 1-0 |     |     | 1-1 | 0-0 | 0-2 |     |
| Club Deportivo O'Higgins     |     |     | 2-0 | 2-2 |     |     | 2-1 | 1-3 | 2-2 |     |      | 0-1 |     |     | 2-0 |     | 1-1 | 0-2 |
| Club Deportivo Palestino     |     | 2-1 |     |     |     | 0-1 | 1-3 | 1-0 | 1-1 |     |      |     |     | 0-1 | 3-3 | 1-1 | 0-0 |     |
| CSD Rangers                  |     |     |     |     | 0-0 | 0-2 |     |     | 5-3 | 2-0 | 2-0  | 1-0 |     | 3-1 |     |     |     | 1-1 |
| CD Santiago Morning          | 0-1 |     |     | 2-1 |     | 2-1 |     | 1-2 | 3-2 | 3-1 | 1-1  |     |     |     |     |     | 3-1 |     |
| Unión Española               | 2-4 | 2-0 | 1-0 |     | 3-1 | 0-1 |     | 1-4 |     |     |      |     | 3-3 | 0-1 |     | 4-3 |     |     |
| CD Universidad Católica      |     |     |     | 2-1 | 7-0 |     | 3-1 | 2-0 | 2-0 |     | 0-0  |     | 5-1 | 3-0 |     |     |     | 4-1 |
| CF Universidad de Chile      | 3-2 |     | 1-1 |     | 1-1 | 1-1 |     |     |     |     |      |     | 3-5 |     | 2-1 | 2-3 |     | 1-1 |
| CD Universidad de Concepción |     | 1-0 |     | 1-3 | 3-1 |     | 2-4 |     | 2-0 | 1-1 |      | 2-0 |     | 2-1 | 1-2 |     |     |     |

### Seconde phase
Quarts de finale :
| Équipe 1                     | Résultat | Équipe 2                | Aller | Retour |
| ---------------------------- | -------- | ----------------------- | ----- | ------ |
| CD Santiago Morning          | 5 - 4    | Audax Italiano          | 4 - 2 | 1 - 2  |
| CD Everton de Viña del Mar   | 0 - 2    | CD Universidad Católica | 0 - 2 | 0 - 0  |
| CD Universidad de Concepción | 4 - 6    | Colo Colo               | 1 - 2 | 3 - 4  |
| Unión Española               | 2 - 3    | Deportes La Serena      | 1 - 1 | 1 - 2  |

Demi-finales :
| Équipe 1            | Résultat | Équipe 2                | Aller | Retour |
| ------------------- | -------- | ----------------------- | ----- | ------ |
| CD Santiago Morning | 3 - 8    | CD Universidad Católica | 0 - 3 | 3 - 5  |
| Colo Colo           | 4 - 0    | Deportes La Serena      | 1 - 0 | 3 - 0  |

Finale :
| 5 décembre 2009 | Colo Colo                       | 2 - 2 | CD Universidad Católica             | Estadio Monumental, Santiago du Chili           |                                                 |
|                 | Miralles 8e · Zenteno 74e (csc) |       | Mirosevic 69e (pen.) · Martínez 88e | Spectateurs : 40 535 Arbitrage : Carlos Chandia | Spectateurs : 40 535 Arbitrage : Carlos Chandia |

| 9 décembre 2009 | CD Universidad Católica        | 2 - 4 | Colo Colo                                    | Estadio Santa Laura, Santiago du Chili      |                                             |
|                 | Valenzuela 1re · Gutiérrez 65e |       | Aránguiz 13e · Paredes 33e, 66e · Bogado 89e | Spectateurs : 16 238 Arbitrage : Pablo Pozo | Spectateurs : 16 238 Arbitrage : Pablo Pozo |

### Classement cumulé
Un classement cumulé des deux tournois de l'année 2009 est effectué afin de déterminer à la fois la troisième équipe qualifiée pour la Copa Libertadores (par le biais du tour préliminaire) mais aussi les deux équipes reléguées.
| Rang | Équipe                        | Pts | J  | G  | N  | P  | Bp | Bc | Diff |
| ---- | ----------------------------- | --- | -- | -- | -- | -- | -- | -- | ---- |
| 1    | CD Universidad CatólicaCf     | 65  | 34 | 19 | 8  | 7  | 69 | 31 | +38  |
| 2    | Unión EspañolaOf              | 62  | 34 | 19 | 5  | 10 | 68 | 47 | +21  |
| 3    | Audax Italiano                | 57  | 34 | 16 | 9  | 9  | 51 | 42 | +9   |
| 4    | CD Santiago Morning           | 53  | 34 | 16 | 5  | 13 | 63 | 54 | +9   |
| 5    | CD Everton de Viña del Mar    | 53  | 34 | 14 | 11 | 9  | 43 | 37 | +6   |
| 6    | CF Universidad de ChileO      | 52  | 34 | 14 | 10 | 10 | 56 | 46 | +10  |
| 7    | CD Universidad de Concepción  | 50  | 34 | 14 | 8  | 12 | 47 | 48 | -1   |
| 8    | Deportes La Serena            | 47  | 34 | 14 | 5  | 15 | 50 | 51 | -1   |
| 9    | Colo ColoC                    | 47  | 34 | 13 | 8  | 13 | 56 | 47 | +9   |
| 10   | Club Deportivo O'Higgins      | 44  | 34 | 11 | 11 | 12 | 42 | 49 | -7   |
| 11   | Club de Deportes Cobreloa     | 43  | 34 | 13 | 4  | 17 | 45 | 47 | -2   |
| 12   | Club Deportivo Huachipato     | 42  | 34 | 12 | 6  | 16 | 47 | 58 | -11  |
| 13   | Deportivo Ñublense            | 39  | 34 | 10 | 9  | 15 | 31 | 44 | -13  |
| 14   | Club de Deportes Cobresal     | 39  | 34 | 9  | 12 | 13 | 41 | 51 | -10  |
| 15   | Club Deportivo Palestino      | 37  | 34 | 10 | 7  | 17 | 34 | 57 | -23  |
| 16   | CD Provincial Curicó Unido -3 | 36  | 34 | 9  | 12 | 13 | 39 | 53 | -14  |
| 17   | CSD Rangers -3                | 35  | 34 | 10 | 8  | 16 | 46 | 55 | -9   |
| 18   | Municipal Iquique             | 35  | 34 | 8  | 11 | 15 | 48 | 59 | -11  |

|  | Qualification pour la Copa Libertadores 2010                                                                                                |
|  | Qualification pour le tour préliminaire de la Copa Libertadores 2010                                                                        |
|  | Participation au barrage de promotion-relégation                                                                                            |
|  | Relégation directe en Segunda División |
|  | O : Vainqueur du tournoi Ouverture Of : Finaliste du tournoi Ouverture C : Vainqueur du tournoi Clôture Cf : Finaliste du tournoi Ouverture |

- Les clubs de CD Provincial Curicó Unido et de CSD Rangers sont pénalisés de trois points pour avoir aligné un trop grand nombre de joueurs étrangers lors d'une rencontre de championnat.

#### Barrage de promotion-relégation
Les 15e et 16e de Primera Division affrontent les 2e et 3e de Segunda Division pour déterminer les deux derniers clubs participant à la prochaine saison.
| Équipe 1                     | Résultat      | Équipe 2                   | Aller | Retour |
| ---------------------------- | ------------- | -------------------------- | ----- | ------ |
| CD San Luis de Quillota (D2) | 4 - 2         | CD Provincial Curico Unido | 1 - 2 | 3 - 0  |
| CD San Marcos de Arica (D2)  | 2 - 2 2-4 tab | Club Deportivo Palestino   | 0 - 2 | 2 - 0  |

## Bilan du tournoi
| Championnat du Chili de football 2009 |                                             |
| Champion                              | Colo Colo (29e titre)                       |
| Qualifications continentales          |                                             |
| Copa Libertadores 2010                | CF Universidad de Chile                     |
| Copa Libertadores 2010                | Colo Colo                                   |
| Copa Libertadores 2010                | CD Universidad Católica (tour préliminaire) |
| Promotions et relégations             |                                             |
| Promus en Primera División            | Union San Felipe                            |
| Promus en Primera División            | CD San Luis de Quillota                     |
| Promus en Primera División            | Santiago Wanderers                          |
| Relégués en Segunda División          | CD Provincial Curico Unido                  |
| Relégués en Segunda División          | CSD Rangers                                 |
| Relégués en Segunda División          | Municipal Iquique                           |